# Pseudopalicus oahuensis
Pseudopalicus oahuensis är en kräftdjursart som först beskrevs av M. J. Rathbun 1906.  Pseudopalicus oahuensis ingår i släktet Pseudopalicus och familjen Palicidae. Inga underarter finns listade i Catalogue of Life.